# Carl Ehrich

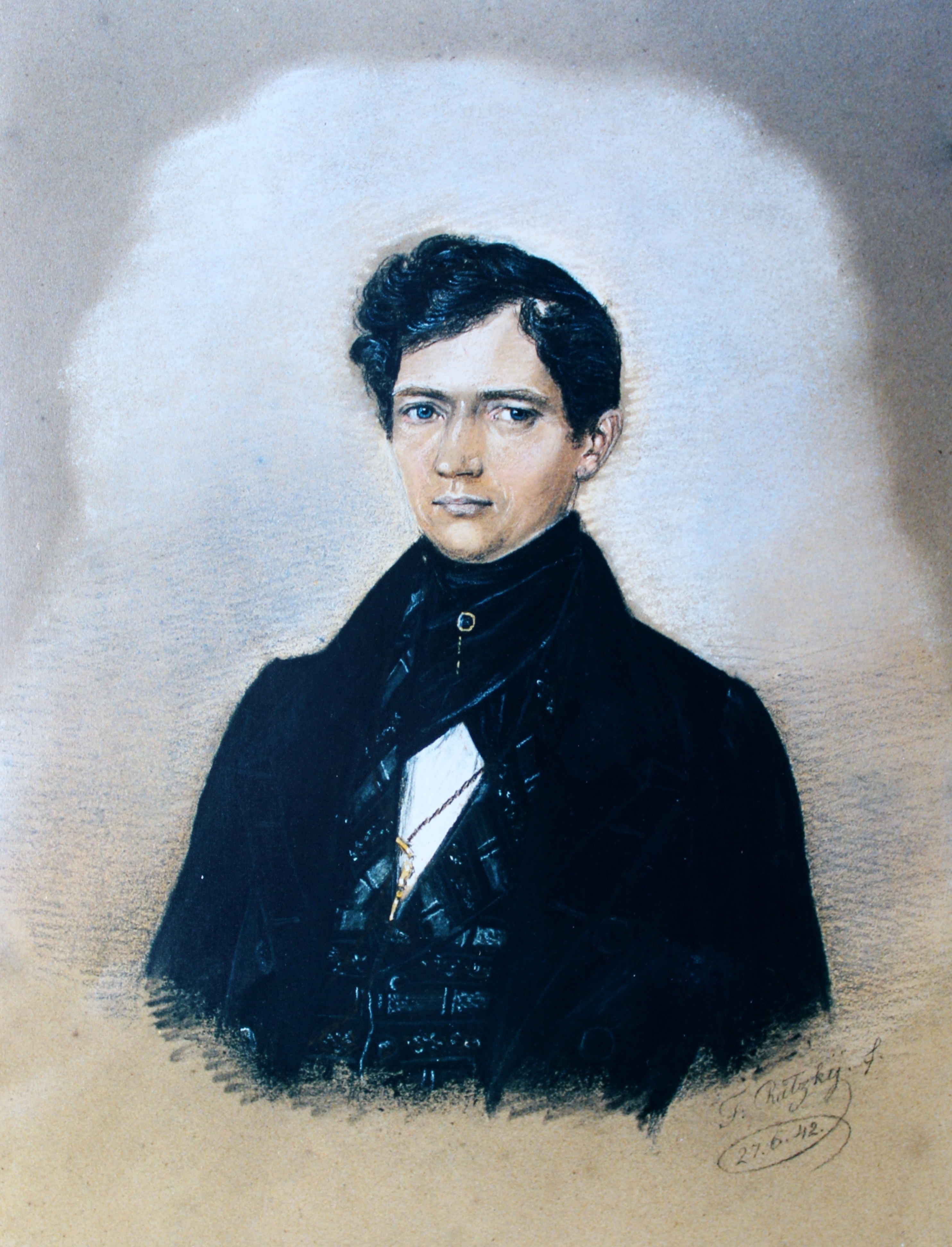
Carl Ehrich (1842)

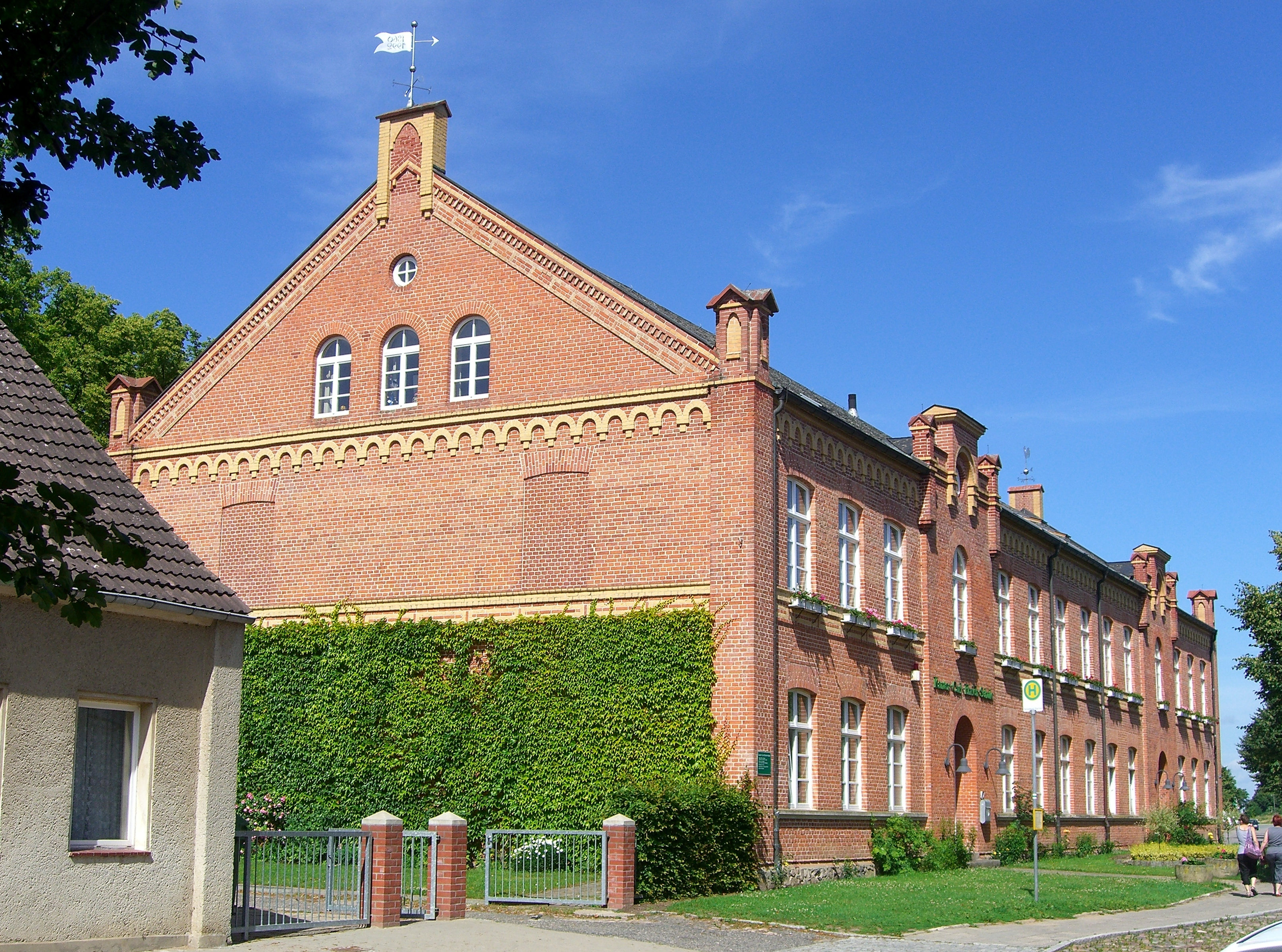
Kantor-Carl-Ehrich-Schule

Carl Heinrich Wilhelm Ehrich (* 21. September 1802 in Plau am See; † 25. Juli 1886 ebenda) war ein deutscher Kantor und Lehrer.

## Leben
Carl Ehrich, zweites Kind des Schneidermeisters Joachim Christian Ehrich, erlernte zunächst ebenfalls das Schneiderhandwerk. Auf Anraten und mit Empfehlung des Bürgermeister Baedtke, der die Intelligenz des jungen Mannes erkannte, besuchte Ehrich ab 1830 das großherzogliche Lehrerseminar in Ludwigslust. 
Am 26. September 1833 trat Ehrich seinen Dienst als Kantor in seiner Heimatstadt Plau an. Die feierliche Einführung als Kantor und Organist, und damit Leiter der Unter- und Armenschule mit 110 Kindern, erfolgte einen Monat später mit einem Festgottesdienst am 27. Oktober. Die bedrückende Raumnot in der 1763 neu errichteten Schule am Kirchplatz ließ ihn mit Unterstützung engagierter Eltern zum Initiator der am 27. August 1860 in der „Burgtorvorstadt“ eingeweihten neuen Stadt- und Bürgerschule werden. Hier konnten bis zu 700 Schüler unterrichtet werden. Es kostete beim Magistrat einige Überredung, eine neue Schule außerhalb der alten Stadtmauer zu bauen. Seit dem 26. Juni 1991 trägt die heutige Grundschule den Namen Kantor-Carl-Ehrich-Schule. Aus Solidarität mit den armen Lehrern, die sich dies nicht leisten konnten, lehnte auch Kantor Ehrich es ab, am Festessen zur Einweihung der Schule teilzunehmen, um sich lieber daheim ein paar Pellkartoffeln munden zu lassen. Mit den Jahren konnte Kantor Ehrich eine mit mehr als 1000 Büchern beachtliche Schulbibliothek aufbauen.
Das als Dankfest nach dem Siebenjährigen Krieg (1756–1763) erstmals gefeierte Kinderfest wurde durch Kantor Ehrich wiederbelebt und avancierte zum größten jährlichen Volksfest der Stadt.
Nach einem verdienstvollen Leben für die Bildung und Erziehung der Plauer Kinder wurde Kantor Ehrich am 25./26. September 1883 wenige Tage nach seinem 81. Geburtstag und nach genau 50 Dienstjahren mit einem zweitägigen Volksfest und Fackelumzug durch die Stadt in den verdienten Ruhestand verabschiedet. Großherzog Friedrich Franz II. ehrte den Gefeierten für die „vieljährige, getreue und segensreiche amtliche Wirksamkeit“ mit der Verdienstmedaille „Dem redlichen Manne und guten Bürger“. Senator Rudolf Münster überreichte dem Jubilar die Ehrenbürgerurkunde der Stadt Plau.
Das „Mecklenburgische Schulblatt“ berichtete ausführlich von diesem Ereignis und den zahlreichen Geschenken an den Jubilar; z. B. sandten frühere Schüler aus Hamburg einen wertvollen silbernen Tafelaufsatz.
Hoch verehrt von den Plauern starb Ehrich drei Jahre später und wurde unter großer Anteilnahme der Bevölkerung zu Grabe getragen. Das Grab ist nicht erhalten.

## Ehrungen
- 3. Plauer Ehrenbürger am 26. September 1883 zum 50-jährigen Dienstjubiläum
- Verdienstmedaille „Dem redlichen Manne und guten Bürger“
- Die Kantor-Carl-Ehrich-Schule wurde 1991 nach ihm benannt.